# Terathopius ecaudatus
El águila volatinera (Terathopius ecaudatus) es una especie de ave accipitriforme de la familia Accipitridae, la única del género Terathopius. Está ampliamente distribuida por el África subsahariana. No se reconocen subespecies.
El águila volatinera recibe su nombre debido a sus excepcionales capacidades de vuelo y de maniobrar en el aire, superiores a las normales entre las rapaces que vuelan a cielo abierto. Sin embargo, no es un superpredador, ya que centra su atención en presas más pequeñas.
Tiene un aspecto inconfundible, debido a su aspecto romo y masivo, pero con un plumaje oscuro y su cabeza y garras adornadas con tonos rojos vivos en patas y cara, mientras que el cuerpo es de un profundo color pizarra de tono azulado; el reverso de las alas es de color gris plateado, similar al de las gaviotas. Estas adaptaciones permiten a la especie no ser distinguida desde el suelo, ya que el color plateado de su parte baja se confunde con el fondo del cielo, mientras que las partes oscuras protegen su cuerpo de los rayos solares. Por el contrario, los inmaduros son de un profundo color castaño, lo que en el pasado hizo creer que eran especies diferentes.
Pertenece a la subfamilia Circaetinae y está emparentada con la culebrera europea.